# Карл Крістіан Франц Радефельд

 Карл Крістіан Франц Радефельд   (нім. Radefeld Carl Christian Franz; 1788 р. Єна – 1874 р.  - німецький картограф.

## Біографія
Працював в Аугсбурзі в 19 ст. Вивчав теологію і право в Єні. З 1811 р. почав працювати  адвокатом. Пізніше захопився картографією. З  початку 1840-х рр.  плідно співпрацював з видавцем   Йозефом Меєром  та його видавництвом «Бібліографічний інститут». Він відомий своїми якісними  картами, особливо атласами "Atlas Zum Handgebrauche für die Gesammte Erdbeschreibung" (1841 р.), "Grosser Hand-Atlas Über Alle Theile Der Erde" (1860 р.).
1844 р Карл Крістіан Франц Радефельд  видає мапу "Європейська Росія складена і накреслена Радефельдом" ("Europaeisches Russland entworfen und gezeichnet vom Hauptm. Radefeld"). Перевидавалась кілька разів. Зокрема в 1851 р., 1860 р., 1888 р. і т.д.  В 1860 р. опублікована в атласі "Grosser Hand-Atlas uber alle Theile der Erde in 170 Karten. Herausgegeben von J. Meyer. Hildburghausen Verlag des Bibliographischen Instituts". Атлас виданий під редакцією Йозефа Меєра (Meyer Joseph)  в Гільдбурггаузенському видавництві бібліографічного інституту (Hildburghausen Verlag des Bibliographischen Instituts). На карті показані українські історико-географічні землі: Ukraine (Україна), Podolien (Поділля), Volhynien (Волинь), Bessarabien  (Бессарабія), Galizien (Галичина), Krimm (Крим).

## Вибрані праці

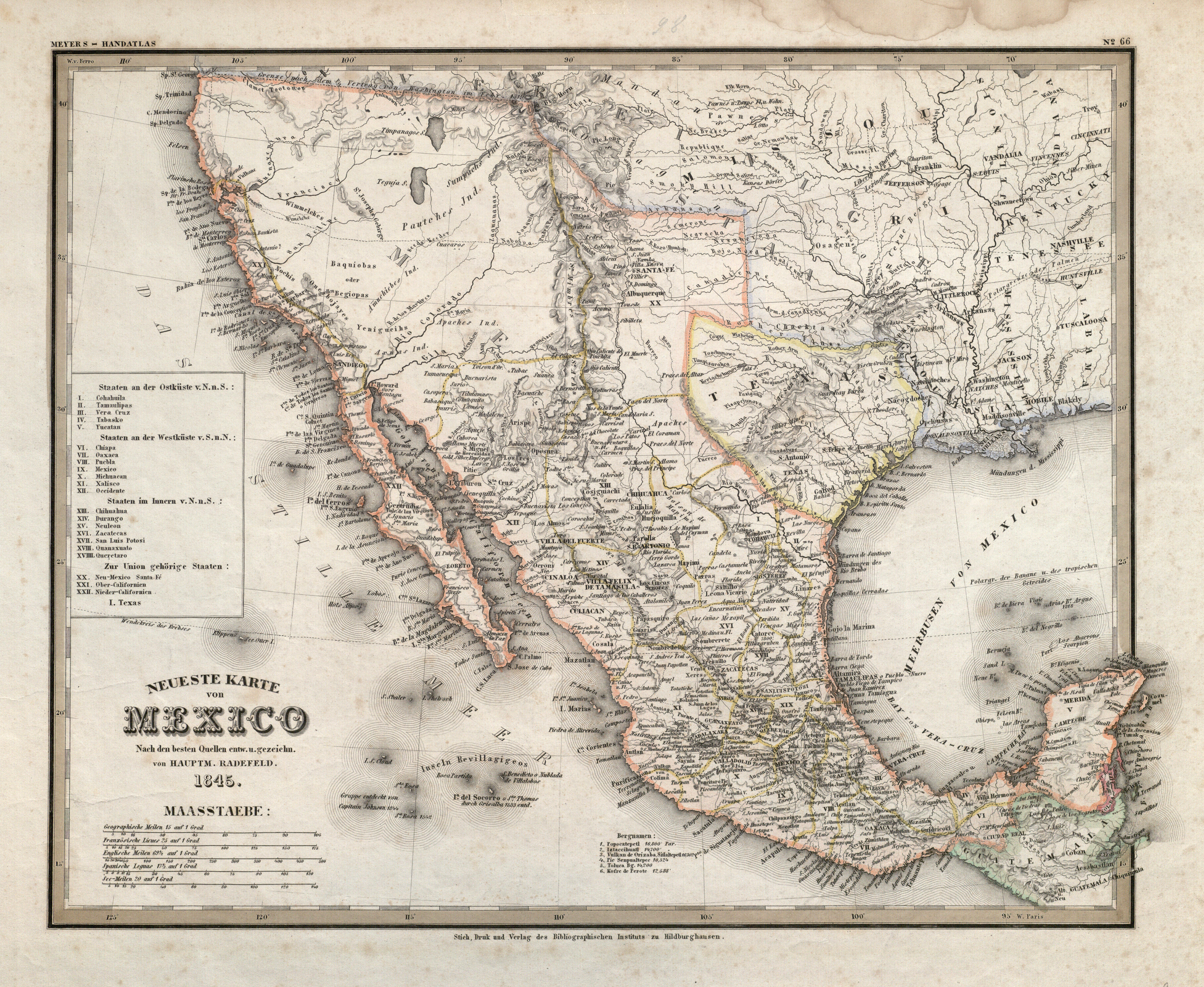
Karte von Mexico, 1845

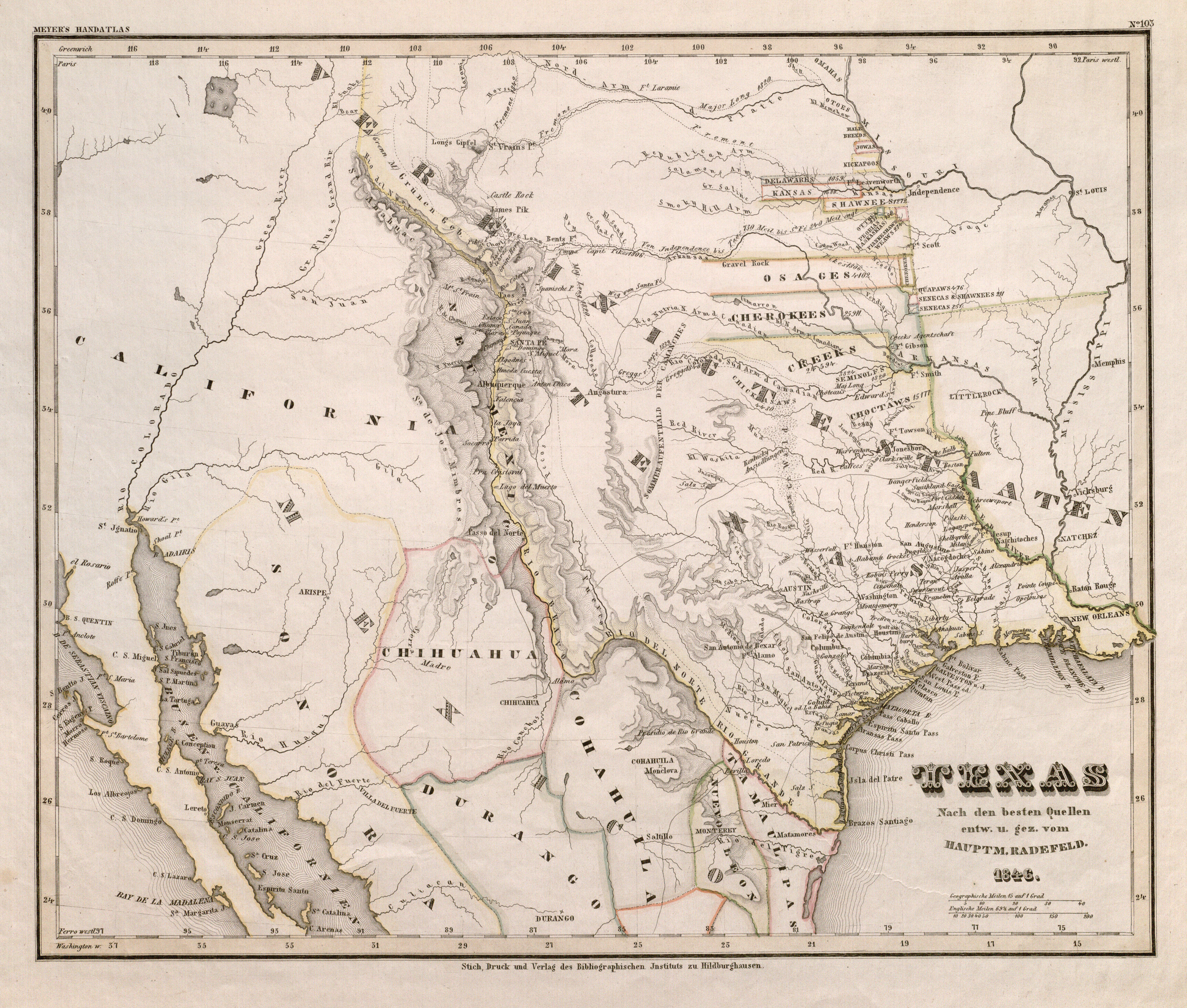
Texas nach den besten Quellen, 1846

- Atlas Zum Handgebrauche für die Gesammte Erdbeschreibung (1841)
- Europaeisches Russland (1844)
- Neueste Karte der Ostindischen Inseln (1844)
- Asiatisches Russland (1845)
- Neueste Karte der Küstenländer des Schwarzen Meeres (1845)
- Neueste Karte von Mexico (1845)
- Provinz Pommern (1845)
- Stromgebiet von Nordamerica nach den besten Quellen (1847)
- Geognostische Karte der Nord-Americanischen Freistaaten (1860)
- Neueste Karte von Australien (1860)
- Neueste Karte von Hinter Indien (1860)
- Grosser Hand-Atlas Über Alle Theile Der Erde (1860)